# Седлецкий уезд
Седлецкий уезд — административная единица в составе Седлецкой губернии Российской империи, существовавшая c 1867 по 1919 год. Административный центр — город Седлец.

## История
Уезд образован в 1867 году в составе Седлецкой губернии Российской империи. В 1919 году преобразован в Седлецкий повят Люблинского воеводства Польши.

## Население
По переписи 1897 года население уезда составляло 84 211 человек, в том числе в городе Седлец — 26 234 жителя.

### Национальный состав
Национальный состав по переписи 1897 года:
- поляки — 60 611 чел. (72,0 %),
- евреи — 15 838 чел. (18,8 %),
- русские — 5629 чел. (6,7 %).

## Административное деление
В 1913 году в состав уезда входило 16 гмин:
| - Вишнев — д. Вишнев, - Водыне — д. Водыне, - Доманицы — д. Доманицы, - Желишев — д. Желишев, - Збучин — д. Збучин, - Кржеслин — д. Кржеслин, - Крулева-Нива — д. Кржеск, - Морды — пос. Морды, | - Нивиски — д. Нивиски, - Пюры — д. Модржев, - Скупе — пос. Мокободы, - Скуржец — д. Скуржец, - Старавесь — д. Старавесь, - Тарков — д. Оленды, - Чурилы — д. Тарче, - Ясенка — д. Борки-Вырки. |